# Semiope festiva
Semiope festiva là một loài bọ cánh cứng trong họ Cerambycidae.